# European Rugby Challenge Cup 2019-20
La Copa Desafío Europeo de Rugby 2019-20, conocida oficialmente como European Rugby Challenge Cup (ERCC) fue la 24.ª edición de la competición, la sexta desde el cambio de nombre actualmente adoptado.

## Calendario
| Jornadas    | Fechas                         |
| 1ª          | 15 al 17 de noviembre de 2019  |
| 2ª          | 22 al 24 de noviembre de 2019  |
| 3ª          | 6 al 8 de diciembre de 2019    |
| 4ª          | 13 al 15 de diciembre de 2019  |
| 5ª          | 10 al 12 de enero de 2020      |
| 6ª          | 18 al 19 de enero de 2020      |
| Cuartos     | 18 al 20 de septiembre de 2020 |
| Semifinales | 25 al 27 de septiembre de 2020 |
| Final       | 16 de octubre de 2020          |

## Equipos
Veinte equipos se clasifican para la temporada 2019-20, basándose en la clasificación de sus respectivas ligas domésticas durante la anterior temporada. La distribución de los equipos responde al siguiente patrón:
- Inglaterra: 5 equipos
  - Equipos clasificados entre la séptima y la undécima posición en la temporada 2018-19 de la Premiership Rugby que no clasifiquen a la European Rugby Champions Cup. (4 equipos)
  - El campeón de la edición 2018-19 de la RFU Championship. (1 equipo)

- Francia: 8 equipos
  - Equipos clasificados entre la séptima y la duodécima posición en la temporada 2018-19 del Top 14 francés que no clasifiquen a la European Rugby Champions Cup. (6 equipos)
  - El campeón, y el ganador del play-off de promoción, de la temporada 2018-19 de la Pro D2. (2 equipos)

- Irlanda, Italia, Escocia y Gales: 5 equipos
  - Los equipos no clasificados para la European Rugby Champions Cup por su posición en la temporada 2018-19 de la Pro14.

- Otros países europeos: 2 equipos
  - Dos equipos más se clasificarán tras superar una fase previa que tiene lugar en abril de 2019.

| Premiership                                                                    | Top 14                                                                               | Pro14      | Pro14       | Pro14                                | Clasificatorio | Clasificatorio |
| Inglaterra (5)                                                                 | Francia (8)                                                                          | Italia (1) | Escocia (1) | Gales (3)                            | Italia (1)     | Rusia (1)      |
| - Bristol Bears - Leicester Tigers - London Irish - Wasps - Worcester Warriors | - Agen - Bayonne - Bordeaux Bègles - Brive - Castres - Pau - Stade Français - Toulon | - Zebre    | - Edinburgh | - Cardiff Blues - Dragons - Scarlets | - Calvisano    | - Enisey-STM   |

## Modo de disputa
El número de equipos participantes es de 20, divididos en 5 grupos con 4 equipos por grupo. Los equipos disputarán una liguilla en un formato de ida y vuelta de todos contra todos, de aquí los ganadores de cada grupo y los tres mejores segundos pasarán de ronda. Tras las 6 jornadas correspondientes a esta primera fase, se desarrollan los cuartos de final y semifinales, a un solo partido, y la final.

### Sistema de puntuación
Los cuatro participantes se agrupan en una tabla general teniendo en cuenta los resultados de los partidos mediante un sistema de puntuación, la cual se reparte:
- 4 puntos por victoria.
- 2 puntos por empate.
- 0 puntos por derrota.

También se otorga punto bonus, ofensivo y defensivo:
- El punto bonus ofensivo se obtiene al marcar cuatro (4) o más tries.
- El punto bonus defensivo se obtiene al perder por una diferencia de hasta siete (7) puntos.

### Criterio de desempate
Si dos clubes del mismo grupo terminan con la misma cantidad de puntos, su clasificación será determinada por los resultados de los dos partidos jugados entre los equipos en cuestión de la siguiente manera:
1. el club con la mayor cantidad de puntos obtenidos en los dos partidos.
2. el club con la mayor cantidad de puntos a favor obtenidos en los dos partidos.
3. el club que haya conseguido más tries en los dos partidos.

Si sigue sin resolverse o los clubes no se han enfrentado en la fase de grupos se determinará de la siguiente manera:
1. el que tenga mejor diferencia de puntos en la fase de grupos.
2. el que tenga mayor cantidad de tries en la fase de grupos.
3. el que tenga menos jugadores sancionados durante la fase de grupos.
4. por sorteo.

## Fase previa de la competición
La fase clasificatoria se juega en dos etapas:
La primera enfrenta a dos grupos de 3 equipos cada uno, teniendo cada equipo un total de cuatro encuentros.
La segunda fase la juegan los ganadores de cada grupo, enfrentándose el ganador del Grupo A al ganador del Grupo B; mientras el Timișoara Saracens rumano se enfrentará a su vez con el Enisey-STM ruso.

### Grupo A
| Equipo                | PJ | PG | PE | PP | PF  | PC  | Dif | PB | Pts |
| --------------------- | -- | -- | -- | -- | --- | --- | --- | -- | --- |
| Calvisano             | 4  | 3  | 0  | 1  | 98  | 56  | +42 | 3  | 15  |
| RC Locomotive Tbilisi | 4  | 3  | 0  | 1  | 102 | 62  | +40 | 2  | 14  |
| Fiamme Oro            | 4  | 0  | 0  | 4  | 62  | 144 | -82 | 1  | 1   |

### Grupo B
| Equipo                | PJ | PG | PE | PP | PF  | PC  | Dif  | PB | Pts |
| --------------------- | -- | -- | -- | -- | --- | --- | ---- | -- | --- |
| Rovigo                | 4  | 3  | 1  | 0  | 218 | 73  | +145 | 2  | 16  |
| Petrarca              | 4  | 2  | 1  | 1  | 121 | 87  | +34  | 4  | 14  |
| Belgium Barbarians XV | 4  | 0  | 0  | 4  | 45  | 224 | -179 | 0  | 0   |

### Playoffsde promoción
| Equipo 1   | Agr.  | Equipo 2           | Ida   | Vuelta |
| ---------- | ----- | ------------------ | ----- | ------ |
| Enisey-STM | 58–52 | Timișoara Saracens | 18–20 | 40–32  |
| Rovigo     | 43–57 | Calvisano          | 13–29 | 30–28  |

## Fase de grupos
El sorteo de la fase de grupos se realizó el 19 de junio de 2019 en Lausana, Suiza.
|  | Ganador de cada grupo, pasa a cuartos de final.           |
|  | Tres mejores segundos de grupo, pasan a cuartos de final. |

### Grupo 1
Actualizado a últimos partidos disputados el 17 de enero de 2020.
| Equipo             | PJ | PG | PE | PP | PF  | PC  | Dif  | PB | Pts |
| ------------------ | -- | -- | -- | -- | --- | --- | ---- | -- | --- |
| Castres            | 6  | 5  | 0  | 1  | 159 | 103 | +56  | 3  | 23  |
| Dragons            | 6  | 4  | 0  | 2  | 194 | 136 | +22  | 4  | 20  |
| Worcester Warriors | 6  | 3  | 0  | 3  | 209 | 127 | +82  | 4  | 16  |
| Enisey-STM         | 6  | 0  | 0  | 6  | 73  | 269 | -196 | 0  | 0   |

### Grupo 2
Actualizado a últimos partidos disputados el 18 de enero de 2020.
| Equipo       | PJ | PG | PE | PP | PF  | PC  | Dif | PB | Pts |
| ------------ | -- | -- | -- | -- | --- | --- | --- | -- | --- |
| Toulon       | 6  | 6  | 0  | 0  | 177 | 87  | +90 | 4  | 28  |
| Scarlets     | 6  | 4  | 0  | 2  | 149 | 90  | +59 | 3  | 19  |
| Bayonne      | 6  | 1  | 0  | 5  | 93  | 190 | -97 | 3  | 7   |
| London Irish | 6  | 1  | 0  | 5  | 122 | 174 | -52 | 3  | 7   |

### Grupo 3
Actualizado a últimos partidos disputados el 18 de enero de 2020.
| Equipo          | PJ | PG | PE | PP | PF  | PC  | Dif  | PB | Pts |
| --------------- | -- | -- | -- | -- | --- | --- | ---- | -- | --- |
| Bordeaux Bègles | 6  | 5  | 1  | 0  | 221 | 72  | +149 | 4  | 26  |
| Edinburgh       | 6  | 4  | 1  | 1  | 140 | 85  | +55  | 3  | 21  |
| Wasps           | 6  | 2  | 0  | 4  | 141 | 145 | -4   | 3  | 11  |
| Agen            | 6  | 0  | 0  | 6  | 57  | 257 | -200 | 0  | 0   |

### Grupo 4
Actualizado a últimos partidos disputados el 18 de enero de 2020.
| Equipo         | PJ | PG | PE | PP | PF  | PC  | Dif  | PB | Pts |
| -------------- | -- | -- | -- | -- | --- | --- | ---- | -- | --- |
| Bristol Bears  | 6  | 5  | 1  | 0  | 209 | 58  | +151 | 4  | 26  |
| Brive          | 6  | 3  | 0  | 3  | 111 | 165 | -54  | 2  | 14  |
| Zebre          | 6  | 2  | 1  | 3  | 106 | 151 | -45  | 3  | 13  |
| Stade Français | 6  | 1  | 0  | 5  | 104 | 156 | -52  | 4  | 8   |

### Grupo 5
Actualizado a últimos partidos disputados el 18 de enero de 2020.
| Equipo           | PJ | PG | PE | PP | PF  | PC  | Dif  | PB | Pts |
| ---------------- | -- | -- | -- | -- | --- | --- | ---- | -- | --- |
| Leicester Tigers | 6  | 5  | 0  | 1  | 181 | 95  | +86  | 3  | 23  |
| Pau              | 6  | 4  | 0  | 2  | 208 | 170 | +38  | 3  | 19  |
| Cardiff Blues    | 6  | 3  | 0  | 3  | 216 | 119 | +97  | 6  | 18  |
| Calvisano        | 6  | 0  | 0  | 6  | 68  | 289 | -221 | 1  | 1   |

## Fase final
Los cinco ganadores de grupo, más los tres mejores segundos clasifican para los cuartos de final. Los ocho equipos son clasificados según el orden descendente de los puntos obtenidos en la tabla para los cuartos de final: Los cuatro con más puntuación jugarán como locales en los cuartos de final.
Los equipos son ordenados según el siguiente orden de criterios:
1. Mayor número de puntos.
2. Mayor diferencia de puntos.
3. Número de tries (ensayos) marcados.

| Pos | Ganadores de grupo | PJ | Pts | Dif  |
| --- | ------------------ | -- | --- | ---- |
| 1   | Toulon             | 6  | 28  | +90  |
| 2   | Bristol Bears      | 6  | 26  | +151 |
| 3   | Bordeaux Bègles    | 6  | 26  | +149 |
| 4   | Leicester Tigers   | 6  | 23  | +86  |
| 5   | Castres            | 6  | 23  | +56  |
| Pos | Segundos de grupo  | PJ | Pts | Dif  |
| 6   | Edinburgh          | 6  | 21  | +55  |
| 7   | Dragons            | 6  | 20  | +22  |
| 8   | Scarlets           | 6  | 19  | +59  |
| 9   | Pau                | 6  | 19  | +38  |
| 10  | Brive              | 6  | 14  | -54  |

### Cuadro de competición
|  | Cuartos de final               | Cuartos de final               | Cuartos de final               |                  |    | Semifinales                    | Semifinales                    | Semifinales                    |        |        | Final                 | Final                 | Final                 |  |
|  | 18 al 20 de septiembre de 2020 | 18 al 20 de septiembre de 2020 | 18 al 20 de septiembre de 2020 |                  |    | 25 al 27 de septiembre de 2020 | 25 al 27 de septiembre de 2020 | 25 al 27 de septiembre de 2020 |        |        | 16 de octubre de 2020 | 16 de octubre de 2020 | 16 de octubre de 2020 |  |
|  |                                |                                |                                |                  |    |                                |                                |                                |        |        |                       |                       |                       |  |
|  |                                |                                |                                |                  |    |                                |                                |                                |        |        |                       |                       |                       |  |
|  | 1                              | Toulon                         | 11                             |                  |    |                                |                                |                                |        |        |                       |                       |                       |  |
|  | 1                              | Toulon                         | 11                             |                  |    |                                |                                |                                |        |        |                       |                       |                       |  |
|  | 8                              | Scarlets                       | 6                              |                  |    |                                |                                |                                |        |        |                       |                       |                       |  |
|  | 8                              | Scarlets                       | 6                              |                  | 1  | Toulon                         | 34                             |                                |        |        |                       |                       |                       |  |
|  |                                |                                |                                |                  | 1  | Toulon                         | 34                             |                                |        |        |                       |                       |                       |  |
|  |                                |                                | 4                              | Leicester Tigers | 19 |                                |                                |                                |        |        |                       |                       |                       |  |
|  | 4                              | Leicester Tigers               | 4                              | Leicester Tigers | 19 |                                |                                |                                |        |        |                       |                       |                       |  |
|  | 4                              | Leicester Tigers               |                                |                  |    |                                |                                |                                |        |        |                       |                       |                       |  |
|  | 5                              | Castres                        |                                |                  |    |                                |                                |                                |        |        |                       |                       |                       |  |
|  | 5                              | Castres                        |                                |                  |    |                                |                                |                                | Toulon | Toulon | 19                    |                       |                       |  |
|  |                                |                                |                                |                  |    |                                |                                |                                | Toulon | Toulon | 19                    |                       |                       |  |
|  |                                |                                | Bristol Bears                  | Bristol Bears    | 32 |                                |                                |                                |        |        |                       |                       |                       |  |
|  | 2                              | Bristol Bears                  | Bristol Bears                  | Bristol Bears    | 32 | 56                             |                                |                                |        |        |                       |                       |                       |  |
|  | 2                              | Bristol Bears                  |                                |                  |    |                                |                                |                                |        |        |                       |                       |                       |  |
|  | 7                              | Dragons                        | 17                             |                  |    |                                |                                |                                |        |        |                       |                       |                       |  |
|  | 7                              | Dragons                        | 17                             |                  | 2  | Bristol Bears                  | 37                             |                                |        |        |                       |                       |                       |  |
|  |                                |                                |                                |                  | 2  | Bristol Bears                  | 37                             |                                |        |        |                       |                       |                       |  |
|  |                                |                                | 3                              | Bordeaux Bègles  | 20 |                                |                                |                                |        |        |                       |                       |                       |  |
|  | 3                              | Bordeaux Bègles                | 3                              | Bordeaux Bègles  | 20 | 23                             |                                |                                |        |        |                       |                       |                       |  |
|  | 3                              | Bordeaux Bègles                |                                |                  |    |                                |                                |                                |        |        |                       |                       |                       |  |
|  | 6                              | Edinburgh                      | 14                             |                  |    |                                |                                |                                |        |        |                       |                       |                       |  |
|  | 6                              | Edinburgh                      | 14                             |                  |    |                                |                                |                                |        |        |                       |                       |                       |  |
|  |                                |                                |                                |                  |    |                                |                                |                                |        |        |                       |                       |                       |  |

### Cuartos de final
| 18 de septiembre de 2020, 19:45 (UTC+0) | Bristol Bears | 56 - 17 | Dragons | Ashton Gate Stadium, Brístol |  |
|                                         |               | Reporte |         |                              |  |

| 19 de septiembre de 2020, 13:30 (UTC+1) | Bordeaux Bègles | 23 - 14 | Edinburgh | Stade Jacques Chaban-Delmas, Burdeos |  |
|                                         |                 | Reporte |           |                                      |  |

| 19 de septiembre de 2020, 21:15 (UTC+1) | Toulon | 11 - 6  | Scarlets | Stade Mayol, Toulon |  |
|                                         |        | Reporte |          |                     |  |

| 20 de septiembre de 2020, 15:00 (UTC+0)                                                                                                  | Leicester Tigers | Cancelado | Castres | Welford Road Stadium, Leicester |  |
| |                  | Reporte   |         |                                 |  |
| El partido fue cancelado debido a 3 casos confirmados de COVID-19 en el equipo francés, se dio por ganado el partido a Leicester Tigers. |                  |           |         |                                 |  |

### Semifinales
| 25 de septiembre de 2020, 19:45 (UTC+0) | Bristol Bears | 37 - 20 | Bordeaux Bègles | Ashton Gate Stadium, Brístol |  |

| 26 de septiembre de 2020, 21:00 (UTC+1) | Toulon | 34 - 19 | Leicester Tigers | Stade Mayol, Toulon |  |

### Final
| 16 de octubre de 2020 | Toulon | 19 - 32 | Bristol Bears | Stade Maurice David, Aix-en-Provence |  |
|                       |        | Reporte |               |                                      |  |

| Bandera de Inglaterra |
| Campeón Bristol Bears |
| Primer título         |